# Chilatherina bleheri
Chilatherina bleheri е вид лъчеперка от семейство Melanotaeniidae. Видът е уязвим и сериозно застрашен от изчезване.

## Разпространение и местообитание
Разпространен е в Индонезия.
Обитава сладководни басейни и реки.

## Описание
На дължина достигат до 12 cm.